# 船隻搜查小組
船隻搜查小組（俗稱：搜船隊、摷班；英文：Ship Searching Unit，縮寫：SSU）隸屬於香港入境事務處管制部港口管制科港口管制組。

## 組織
船隻搜查小組由1名入境事務主任擔任主管。

### 行動小隊
分為4支，負責在香港水域搜查及突擊檢查船隻，打擊非法入境活動。

### 情報及支援小隊
負責收集及分析有關資料和情報。

## 職責
船隻搜查小組的主要責任為定期搜查及突擊檢查在香港水域（包括在避風塘）內的船隻，以加強海上的出入境管制，並且打擊非法入境，確保所有抵達香港的船隻均符合《入境條例》 。

## 裝備
- 盾牌 [2]
- 手銬 [2]
- 搜索鏡 [2]
- 防滑皮靴 [2]
- 伸縮警棍 [2]
- 戰術頭盔 [2]
- 識別偽證工具 [2]
- 二氧化碳檢測儀[3][2]

## 以船隻搜查小組為題材的作品
船隻搜查小組角色一直有在電影及電視劇中亮相，包括《飛虎》（1996年）及《ID精英》（2009年）。

## 相關參見
- 專責調查組
- 特遣隊及檢控組
- 反偷渡情報局